# Satoru
Satoru (jap. さとる, サトル) – męskie imię japońskie.

## Możliwa pisownia
Satoru można zapisać używając wielu różnych znaków kanji i może znaczyć m.in.:
- 悟る, „być duchowo pobudzonym” lub „osiągnąć wyższe postrzeganie”

jako imię
- 聡, „szybko uczący się”[1] (występuje też inna wymowa tego imienia: Satoshi)
- 悟, „oświecenie” (występuje też inna wymowa tego imienia: Satoshi)
- 惺, „zrozumieć”
- 暁, „przedświt” (występuje też inna wymowa tego imienia: Akira)
- 諭, „nakłaniać” (występuje też inna wymowa tego imienia: Satoshi)
- 覚, „dostrzec”
- 智, „mądrość” (występuje też inna wymowa tego imienia: Satoshi)
- 知, „wiedza”
- 了, „kończyć” (występuje też inna wymowa tego imienia: Ryō)
- 哲, „filozofia” (występują też inne wymowy tego imienia: Satoshi, Tetsu)
- 学, „uczyć się” (występują też inne wymowy tego imienia: Manabu, Makoto)

## Znane osoby
- Satoru Akahori (さとる), japoński scenarzysta, powieściopisarz i mangaka
- Satoru Ienishi (悟), japoński polityk
- Satoru Iwata (聡), prezes i dyrektor generalny firmy Nintendo
- Satoru Kobayashi (覚), japoński profesjonalny gracz Go
- Satoru Kobayashi (悟), japoński reżyser filmowy
- Satoru Komiyama (悟), japoński profesjonalny baseballista
- Satoru Kōsaki (暁), japoński kompozytor
- Satoru Matsuhashi (暁), były japoński skoczek narciarski
- Satoru Nakajima (悟), japoński kierowca Formuły 1
- Satoru Ōtomo (哲), japoński astronom amator
- Satoru Sayama (聡), japoński profesjonalny zapaśnik
- Satoru Yamagishi (智), japoński piłkarz

## Fikcyjne postacie
- Satoru Akashi (暁) / Bouken Czerwony, główny bohater serialu tokusatsu Go Go Sentai Boukenger
- Satoru Fujinuma (悟), główny bohater mangi i anime Boku dake ga inai machi
- Satoru Hani (悟), bohater mangi i anime Shion no Ō
- Satoru Ikaruga (悟), główny bohater mangi D-Live!!
- Satoru Kanzaki (悟), bohater mangi i anime Area 88
- Satoru Gojō, bohater mangi i anime Jujutsu Kaisen